# ウルジャンナビゲーター
ウルジャンナビゲーターは、音泉にて配信されていたインターネットラジオ番組。全5回。通称「ウルナビ」。パーソナリティは、はりけ〜んずの前田登と声優の又吉愛。

## 番組概要
共に大阪府出身、アニメ・マンガ好きという繋がりのコンビで毎週「ウルトラジャンプ」（略称：ウルジャン）の作品の中から1作品ずつ特集をしていく。

### パーソナリティ
- 前田登（はりけ〜んず）
- 又吉愛（通称：またきち）

### スタッフ
- やまけん（プロデューサー）
- オサダ（ディレクター）

### 配信曜日など
- 放送期間：プレ放送(#00)2006年2月24日、3月3日 - 3月31日
- 配信曜日／配信サイト：毎週金曜／音泉
- スポンサー：集英社

## 特集作品
- ＃00（2006年2月24日） プレ放送
- ＃01（2006年3月 3日） 「NINKU -忍空-」
- ＃02（2006年3月10日） 「STEEL BALL RUN」
- ＃03（2006年3月17日） 「天上天下」
- ＃04（2006年3月24日） 「ぷちモン」
- ＃05（2006年3月31日） 「NEEDLESS」

## ゲスト
- ＃01（2006年3月3日 配信分） 桐山光侍〔「NINKU -忍空-」原作者〕
- ＃05（2006年3月31日配信分） 今井神〔「NEEDLESS」原作者〕

## エピソード
- オープニングで自己紹介の時に前田が「俺は大阪の東住吉区に住んでいるがまたきちは大阪の何処ですか？」と聞いたら、又吉は「大阪のすごいのどかな所」と答えた。それでも前田が食い下がって何度も聞いたが、「それだけはダメです」と結局濁されてしまった。（「又吉」という名字は珍しいため、市を言ってしまうと実家が特定される可能性があるからだと思われる）
- ＃02は荒木飛呂彦（「STEEL BALL RUN」の原作者）をゲストに呼ぶプランがあったがどうしてもスケジュールが合わずに断念。そのため、普段はブースでディレクターをしているオサダ（通称・おさぷー）が同作品を紹介した。
- ＃03のエンディングでウルジャンの表紙が「NEEDLESS」であることに関してやまけんが「この喜びをまたきち一言で表してください」と言うと、「えへっ♥魔法で表紙に載せちゃったー」とスベったため、又吉はやまけんからドツかれた（生音が出たほど）。
- 「NEEDLESS」作者の今井神（最終回ゲスト）は、ペンネームの「神」の由来について、本名があまり姓名判断でよくなかったため、高校生のときに本名に近い響きの中で一番スタミナのある名前を選んで、高校の学級新聞でその名前を使い始めたのがキッカケと話していた（尚、漫画家として活動するときに変更するつもりが多忙で変える機会がなく、そのまま現在に至っている）。